# Prahova (rzeka)
Prahova – rzeka w południowej Rumunii, lewy dopływ Jałomicy w zlewisku Morza Czarnego. Jej długość wynosi 176 km, powierzchnia zlewni – 3740 km².
Prahova wypływa pod przełęczą Predeal w górach Bucegi w Karpatach Południowych. Płynie na południe, łagodnie skręcając na południowy wschód. W okolicy Ploeszti wypływa na Nizinę Wołoską. Uchodzi do Jałomicy koło wsi Adâncata.
Ważniejsze miasta nad rzeką to: Câmpina, Predeal, Azuga, Bușteni, Comarnic i Breaza.